# Muddanahalli Kaval, Channarayapatna
Muddanahalli Kaval là một làng thuộc tehsil Channarayapatna, huyện Hassan, bang Karnataka, Ấn Độ.